# Liberace
Władziu Valentino Liberace dit Liberace (prononcé [ˌlɪbəˈrɑːtʃi]), né le 16 mai 1919 à West Allis (Wisconsin) et mort le 4 février 1987 à Palm Springs (Californie), est un pianiste, chanteur, acteur et animateur de télévision américain.
Artiste du show-business le mieux rémunéré du monde entre les années 1950 et 1970, il cultivait une image très kitsch, autant sur scène que dans sa vie privée.

## Biographie

### Jeunesse et formation
Liberace naît en 1919 dans le Wisconsin, d'un père napolitain joueur de cor d'harmonie et d'une mère américaine d'ascendance polonaise, fervente catholique, passionnée de Rudolph Valentino, qui considérait les leçons de piano de son fils comme un luxe inabordable, ce qui provoque de fréquentes disputes familiales.
Dans ses autobiographies, il révèle qu'on lui a fabriqué l'image d'un enfant prodige adoubé par le pianiste, compositeur et homme d’État polonais Ignace Paderewski. À l'âge de quatre ans, il apprend le piano et fait vivre sa famille en gagnant sa vie grâce à son talent. À l'âge de sept ans, on dit qu'il a déjà surpassé sa professeure de piano. Il se vante d'avoir triomphé dans le concerto en la majeur de Franz Liszt avec le prestigieux Chicago Symphony Orchestra, mais oublie de signaler qu'il a été recalé l'année précédente. C'est en s'exerçant dans les hôtels de luxe qu'il acquiert sa vraie réputation.

### Homosexualité

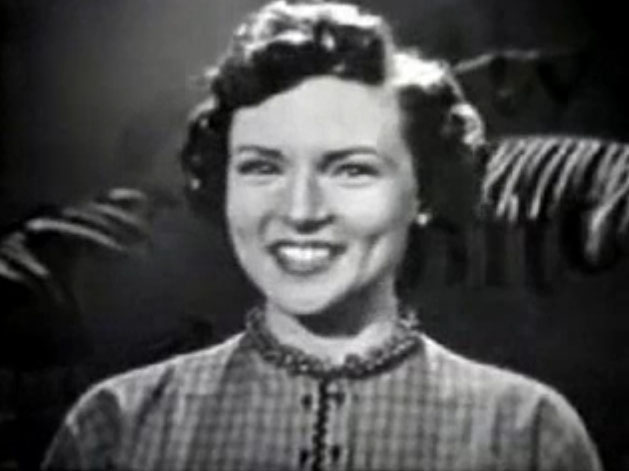
Betty White (1954).

Liberace a toujours réfuté les rumeurs concernant son homosexualité présumée, allant parfois jusqu'à attaquer et faire condamner en justice ceux qui l'affirment. Cependant, en 2011 dans une interview, une amie proche, l'actrice Betty White, déclare que Liberace était homosexuel et qu'elle a souvent servi de couverture à la demande de ses producteurs pour contrer les rumeurs concernant son homosexualité.

### Carrière
Le phénomène Liberace est essentiellement nord-américain ; sa bizarrerie tient peut-être plus à son public et à son entourage qu'à lui-même. Ses spectateurs sont des mères de famille, des homosexuels et plus tard des grand-mères à teinture bleue. Dans les années 1950, il emmène sa propre mère en tournée et la présente sur scène. Un chroniqueur du Time parle à son sujet de « musique mammiste » : « C'est un grand petit garçon, avec sa surexcitation, son gentil sourire, sa voix nasale et sa façon naïve de s'exprimer. Et aussi un bon garçon qui ne jure pas, ne boit pas et n'abandonnerait jamais sa mère. »
En 1945, il se produit, tout comme Ella Fitzgerald, au Ruban bleu, la boîte à la mode. Il affine son style, et Chicago l'adopte en 1947. Un compte rendu de journal montre que les grandes lignes de son style sont fixées : il entrecoupe sa musique de blagues et virevolte « de Chopin à Chico Marx ». La suite de sa carrière ne fera que développer cette trame : les partitions de Chopin, Liszt, Rachmaninov ou Schubert sont conjuguées à des musiques de films, à des ritournelles à la mode ou adaptées en boogie-woogie ou jazz sautillant. Il devient un « show man » très prisé. Égocentrique, il parle beaucoup de lui et de ses nombreuses admiratrices mais finira par ne se centrer que sur lui-même et multiplier les extravagances : manteaux clignotants de dix mètres de long ou entrées en limousine sur scène. Un de ses trucs préférés est de s'envoler au cours du spectacle. Dans son dernier show, il fait voler ses costumes dans les airs.

### Carrière à la télévision
On le voit à la télévision à partir de 1952 dans The Liberace Show. Les deux premières années lui auraient rapporté sept millions de dollars, une somme très importante à l'époque (Elizabeth Taylor ne touchera qu'un million pour le film Cléopâtre dix ans plus tard). Il apparaît sur le grand écran dans South Sea Sinner en 1950 et Sincerely Yours en 1955.
Il commence une carrière internationale à Cuba en 1956. La même année, il entreprend une tournée en Europe. En 1957, Liberace poursuit le Daily Mirror (Grande-Bretagne) et un magazine américain pour diffamation. Ces journaux avaient fait allusion à son homosexualité.
C'est un homme d'affaires redoutable. Il possède une boutique d'antiquités à Beverly Hills, un restaurant à Las Vegas, une chaîne de motels, un centre d'achats et quelques autres entreprises. Il publie aussi des livres de recettes.
Dans les années 1970 et 1980, il se produit à Las Vegas, au Hilton Hôtel et au lac Tahoe, où il est la principale attraction.

### Mort
Liberace meurt du sida en 1987,. Il possédait 13 villas et une fortune estimée à 100 millions de dollars.

## Hommages et allusions
- La chanson de Sparks The Ghost of Liberace lui est dédiée[8].
- La chanson Candelabre du duo français Diamants Éternels parle de lui.
- Dans la chanson Mr. Sandman, rendue célèbre par les Chordettes (1954), « Mr Right » est décrit ainsi :

« Give him a lonely heart like Pagliacci
And lots of wavy hair like Liberace, Mr Sandman »
- Dans la chanson My baby just cares for me, interprétée par Nina Simone :

« Liz Taylor is not his style
And even Liberace's smile
Is something he can't see »
- Dans le film Misery (1990), Annie Wilkes dit à Paul Sheldon, l’écrivain qu’elle séquestre, que Liberace est son idole, et lui propose de passer son disque à longueur de journée pour trouver l’inspiration. On entend la chanson « I'll be seeing you » qui accompagne le générique de fin du film.
- Dans la chanson California Love de Tupac Shakur (1995), Dr Dre raconte ainsi son ascension dans le rap game :

« I been in the game for ten years makin' rap tunes
ever since honeys was wearin' sassoon.
Now it's '95 and they clock me and watch me diamonds shinin'
lookin' like I robbed Liberace. »
- Dans la chanson Dance in the Dark sur l'album The Fame Monster (2009), Lady Gaga cite Liberace :

« ... Work your blond Benet Ramsey will haunt like Liberace »
- Steven Soderbergh réalise Ma vie avec Liberace (sortie en France le 18 septembre 2013) sur la relation entre Liberace (Michael Douglas) et Scott Thorson (en) (Matt Damon) durant cinq ans. Ce film s'inspire des mémoires de Scott Thorson, Behind the Candelabra: My Life With Liberace (en).
- Dans la saison 9 de la série télévisée américaine How I Met Your Mother, Ted Mosby porte un costume de Liberace pour le mariage d'un de ses amis.
- L’épisode 15 de la saison 1 des Experts : Vegas fait allusion au personnage.
- L'artiste Dorian Electra fait référence et rend hommage à Liberace dans son clip Flamboyant (2019).
- Dans Shameless, dans le 12e et dernier épisode de la saison 10, Frank Gallagher cite le nom de Liberace pendant le mariage de Mickey et Ian.
- Dans End of Watch, un fusil automatique plaqué or saisi par la police est surnommé "l'AK de Liberace"